# Leonard Boswell
Leonard L. Boswell, född 10 januari 1934 i Harrison County, Missouri, död 17 augusti 2018 i Des Moines, Iowa, var en amerikansk demokratisk politiker. Han representerade delstaten Iowas tredje distrikt i USA:s representanthus 1997–2013.
Boswell utexaminerades 1969 från Graceland College i Iowa. Han tjänstgjorde i tjugo år i USA:s armé. Han var ledamot av delstatens senat 1984-1996, de fyra sista åren talman.
Boswell vann knappt mot republikanen Mike Mahaffey i kongressvalet 1996. Han omvaldes sju gånger.
Boswell var medlem av Community of Christ. Han och hustrun Dody fick tre barn. Han hade också en dotter från ett tidigare äktenskap.